# Lepidoxenetus
Lepidoxenetus is een geslacht van wantsen uit de familie van de Miridae (Blindwantsen). Het geslacht werd voor het eerst wetenschappelijk beschreven door Bertil Robert Poppius in 1921.

## Soorten
Het genus bevat de volgende soorten:

- Lepidoxenetus amyoti (Stål, 1860)
- Lepidoxenetus nigroscutellatus Carvalho, 1988
- Lepidoxenetus unicolor Poppius, 1921